# Дмитриевка (Чебулинский район)
Дмитриевка — деревня в Чебулинском районе Кемеровской области, входит в состав Алчедатского сельского поселения.

## География
Расположена вблизи двух рек: Алчедата и Собакиной. Находится вблизи рек Алчедат и Кия

## История
Основана в 1805 г. В 1926 году деревня Дмитриевская состояла из 280 хозяйств, основное население — украинцы. Центр Дмитриевского сельсовета Верх-Чебулинского района Томского округа Сибирского края.

## Население
| 1926 | 2002 | 2010 |
| ---- | ---- | ---- |
| 1798 | ↘525 | ↗550 |